# Wim Nota
Wilhelm Hendrick Age (Wim) Nota (Jatinegara - Nederlands-Indië, 17 oktober 1919 – Melbourne, 20 juli 2003) was een Nederlandse atleet, die zich had toegelegd op de sprint. Zijn beste atletiekjaren beleefde hij tijdens de Tweede Wereldoorlog, met als belangrijkste prestatie zijn nationale titel op de 100 in 1940.

## Biografie

### Jeugd in Nederlands-Indië
Nota groeide op in Jatinegara in Nederlands-Indië, waar zijn vader een postagentschap beheerde. In de jaren dertig keerde het gezin Nota terug naar Nederland, waar het zich vestigde in Oegstgeest.
Aanvankelijk voelde Nota jr. niets voor atletiek. Hij voetbalde wat in een plaatselijke zaterdagmiddagcompetitie, totdat hij door de secretaris van de Leidse atletiekvereniging Holland, Gussenhoven, werd overgehaald om deel te nemen aan de nationale jeugdkampioenschappen. In 1937 was dat. Prompt werd hij derde. Korte tijd later liep hij in Rotterdam een 100 m in 11,2 s.

### Eerste nationale titel bij de jeugd
Door deze prestaties kreeg hij van clubtrainer Korver speciale aandacht, volgde hij in de winter van 1937/38 een indoortraining, wat erin resulteerde dat hij in 1938 op de 100 m in 11,0 de nationale jeugdtitel veroverde. Daardoor mocht hij in de winter van 1938/39 deelnemen aan de olympische wintertrainingen, die onder leiding van Korver plaatsvonden in het Olympisch Stadion in Amsterdam.
Van zijn prestaties in 1939, Nota’s eerste jaar bij de senioren, is weinig bekend, bijvoorbeeld of hij ook heeft deelgenomen aan de Nederlandse seniorenkampioenschappen in het Rotterdamse Feijenoord-stadion, dat in die tijd over een atletiekbaan beschikte. Dat hij zich wel in wedstrijden liet zien, bewijst een uitslag van een invitatiewedstrijd op de Nenijtobaan in Rotterdam, waar hij in juni 1939 op de 100 m in 11,1 vijfde werd achter gerenommeerde sprinters als Heinz Baumgarten, Wil van Beveren en Chris Berger. En enkele maanden later, in het bijprogramma van de interlandwedstrijd Nederland-Frankrijk in het Olympisch Stadion in Amsterdam, won hij zowel de 100 als de 200 m.         

### Nationaal kampioen bij de senioren
In 1940 volgde Wim Nota’s grote doorbraak. In de aanloop naar de NK in Amsterdam van dat jaar had hij de regerend Europees kampioen op de 100 m, Tinus Osendarp bij wedstrijden in Haarlem en Rotterdam tweemaal verslagen, beide keren in 10,8, tegen Osendarp 10,9. Die tweestrijd culmineerde bij de nationale titelstrijd in Amsterdam in een spannend gevecht, waarbij in de finale Osendarp aanvankelijk aan de leiding ging, maar Nota hem ten slotte met gering verschil wist te verslaan. Voor beiden werd 10,7 geregistreerd. 
Eerder, bij die reeds gememoreerde wedstrijd in Rotterdam, had Nota zijn serie zelfs weten te winnen in 10,5. Een ‘uitschieter’ zou hij die prestatie later noemen. Uitschieter of niet, Nota had er zich aan het eind van dat jaar op de wereldranglijst bij de beste tien mee geschaard, tezamen met vijf andere atleten die eveneens 10,5 hadden laten noteren. Op de Europese ranglijst stond hij in 1940 zelfs bovenaan, tezamen met de Italianen Carlo Monti en Orazio Mariani en de Duitser Harald Mellerowicz. De vraag zal altijd onbeantwoord blijven waartoe dit had geleid, indien de dat jaar in Helsinki gepland staande Olympische Spelen normaal doorgang hadden gevonden, in plaats van door de inmiddels uitgebroken Tweede Wereldoorlog te worden afgelast.

### Moeilijke omstandigheden
Het volgende jaar, 1941, kwam Nota slechts enkele malen in actie en daarbij wist hij niet één keer ook maar in de buurt te komen van zijn prestaties van het jaar ervoor. De NK moest hij vanwege een blessure zelfs helemaal aan zich voorbij laten gaan, zodat hij niet in staat was om zijn een jaar eerder verworven titel te verdedigen.
In 1942 was het niet veel beter, al begon Nota het seizoen opvallend goed. Bij de eerste de beste baanwedstrijd van het jaar, in Rotterdam, liep hij een 100 m in 10,4, achter winnaar Albert Spree, die zelfs 10,3 liet noteren. De sprinters werden hier echter ondersteund door een te sterke rugwind. Het was het enige opvallende wapenfeit van Nota in zowel dat jaar als de jaren die volgden. In hoeverre de zware oorlogsomstandigheden een rol hebben gespeeld bij zijn magere wedstrijddeelname, is moeilijk te zeggen. De zorg om de hongerwinter van 1944/45 te overleven, het feit dat hij in 1945 in het huwelijk trad met Maria Winnubst, waarna het echtpaar naar Leiden verhuisde en vervolgens de zorg voor zijn groeiende gezin - de eerste drie kinderen van Nota en zijn vrouw werden in 1946, 1947 en 1949 geboren - vergden waarschijnlijk veel van zijn aandacht en energie.
Kort na de bevrijding kwam Wim Nota weer in actie. Bij de Leidsche Atletiekkampioenschappen, gehouden in de Leidsche Hout, won hij de 100 m in 11,6, na in de serie tot 11,2 te zijn gekomen. Het bleef dit jaar en de daaropvolgende jaren echter bij enkele regionale optredens, hoofdzakelijk in zijn woonplaats Leiden, waarbij hij met een 100 m in 10,9 in augustus 1947 aantoonde, dat hij het sprinten nog niet was verleerd. Het in 1940 behaalde niveau bereikte hij echter nooit meer.

### Emigratie
In 1950 emigreerde Wim Nota met zijn vrouw en drie kinderen naar Australië, waar hij zich in Melbourne vestigde en in 1954 en 1960 nog twee kinderen werden geboren. In zijn nieuwe vaderland verdiende hij zijn geld aanvankelijk als boekhouder; in een latere fase van zijn maatschappelijke carrière werd hij General Manager van een groot bakkersbedrijf. Het bedrijf, met een wagenpark van meer dan 200 bestelwagens om het brood te distribueren, dankte zijn succes onder meer aan het feit, dat dit het eerste bakkersbedrijf in Australië was dat de plastic zakjes introduceerde, waarin het brood langer vers bleef. Nota was de geestelijke vader van dit idee.   
De atletieksport liet hij intussen niet los. Nadat een Australische krant aandacht aan zijn atletiekcarrière in Nederland had besteed, werd Nota gevraagd om de Melbourne and East Melbourne Harriers te komen trainen. Daarnaast begeleidde hij jarenlang op individuele basis ook allerlei andere Australische sprinters.
Nota liet zich op 21 juni 1965 tot Australiër naturaliseren. Hij overleed in 2003 op 83-jarige leeftijd.

## Nederlandse kampioenschappen
| Onderdeel | Jaar |
| --------- | ---- |
| 100 m     | 1940 |

## Persoonlijke records
| Onderdeel | Prestatie | Datum        | Plaats    |
| --------- | --------- | ------------ | --------- |
| 100 yd    | 10,3 s    |              |           |
| 100 m     | 10,5 s    | 14 juli 1940 | Rotterdam |